# Aquileo Parra
José Bonifacio Aquileo Elías Parra Gómez (Barichara, 12 de mayo de 1825-Pacho, 4 de diciembre de 1900) fue un militar, hombre de negocios y político colombiano. Miembro del Partido Liberal, ocupó la presidencia de la República entre 1876 y 1878.
Con un nivel de escolaridad básico, Parra fue un autodidacta.
Parra no se dedicó de tiempo completo a su carrera política, ya que regularmente la dejó de lado para consagrarse a sus negocios. Comenzó su vida profesional como comerciante de bocadillos de guayaba, sombreros y otras mercancías, logrando constituir una fortuna considerable tras varios años trabajando en los puertos del río Magdalena (Neiva, Magangué, Mompós, etc.). La importancia que representaba para el comercio la apertura del camino de Carare, lo llevó a aceptar la dirección de la empresa formada para reabrir y mantener el camino, la cual fracasó por los asaltos que indígenas rebeldes sostenían en la zona y por la escasez de productos exportables.

## Biografía

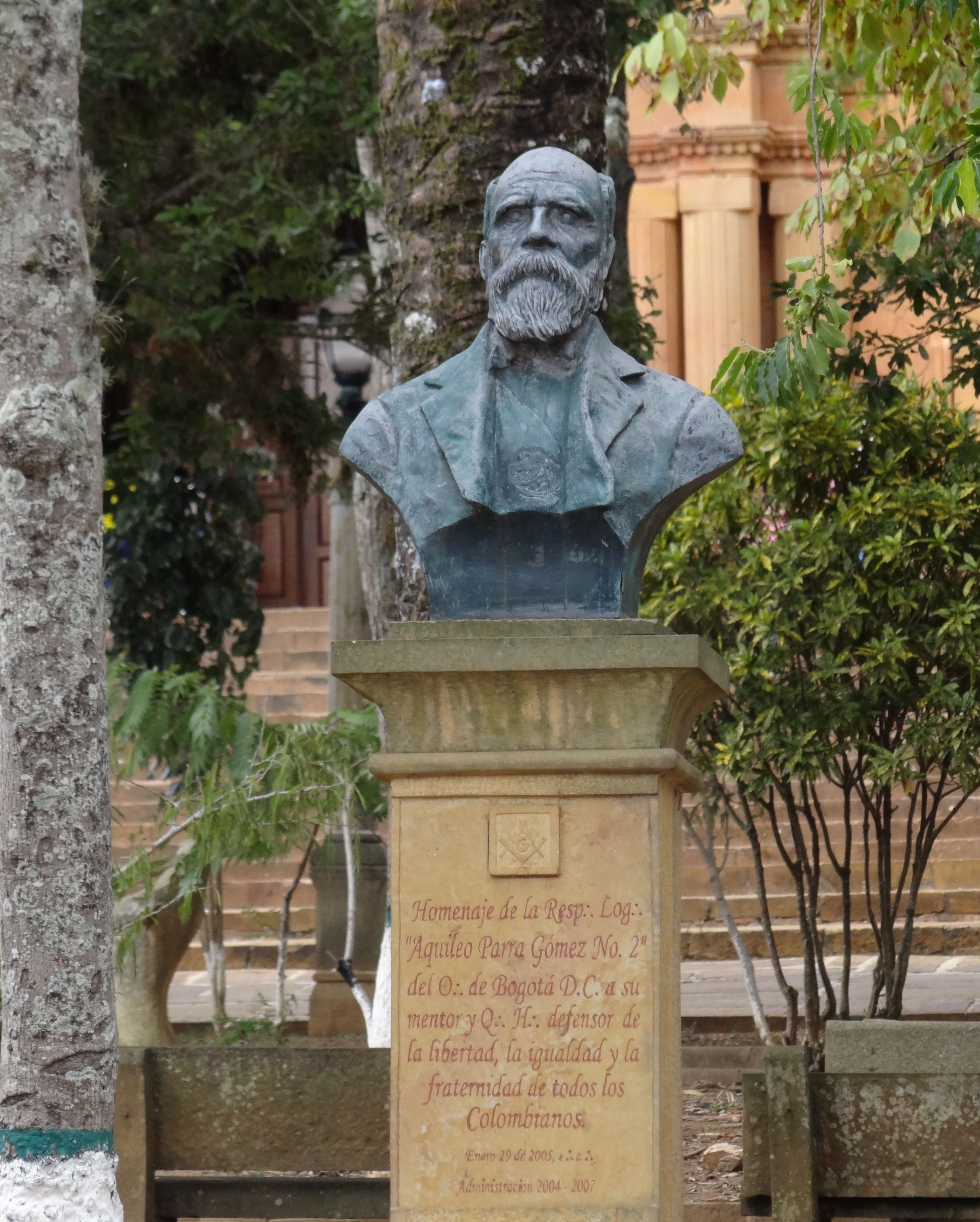
Busto de Aquileo Parra en Barichara

Aquileo Parra nació en Barichara, Santander el 12 de mayo de 1825 siendo hijo de José María Parra, un agricultor que murió cuando él tenía trece años. Su madre, Rosalía Gómez, provenía de una familia de mayor nivel social con participación notable en la política.
En noviembre de 1855 contrajo matrimonio en Vélez con Lastenia Díaz Murillo, hija del coronel Antonio María Díaz Rueda y de Juana Murillo Ladrón de Guevara. Tras el fallecimiento de su esposa en 1862, quedaron a su cargo tres hijas.

## Trayectoria político-militar
Durante la guerra civil colombiana de 1854, Parra marchó hacia Santa Fe, para unirse a las tropas del general Tomás Cipriano de Mosquera en Pinchote con el comando del ejército del Norte encargado de restablecer el orden constitucional alterado por el gobierno dictatorial de José María Melo.

### Confederación Granadina
En 1858 cuando fue instaurada la Confederación Granadina, Parra resultó elegido Diputado a la Asamblea del Estado Soberano de Bolívar, y en ejercicio de esta dignidad resultó elegido como representante a la Cámara por Santander (1859), para el periodo que iniciaba el 1 de febrero de 1860.
En la invasión militar que hizo la Confederación Granadina al Estado de Santander, Parra resultó prisionero luego de la batalla de El Oratorio, ocurrida el 15 de agosto de 1860, en la que fueron derrotadas las fuerzas liberales al mando del presidente del Estado, Antonio María Pradilla. Fue conducido a Bogotá y permaneció en la cárcel hasta el 18 de julio de 1861, cuando las tropas del ejército de Cauca en rebelión contra el gobierno central entraron a la capital y vencieron al ejército del gobierno. Combatió al lado del presidente del Estado de Santander, Eustorgio Salgar, al ejército del general Leonardo Canal hasta derrotarlo. El 18 de septiembre de 1862 asumió la presidencia de la Asamblea Constituyente de Santander.

### Estados Unidos de Colombia
Estados Unidos de Colombia sucedió a la Confederación Granadina en 1861 —acción que fue confirmada con la constitución de 1863— dotando al país de un sistema político federalista y liberal. Parra participó en la Convención de Rionegro que reformó la constitución y en 1866 fue elegido senador y presidente de esa corporación. Su experiencia como comerciante y empresario le llevaron a ocupar la Secretaría de Hacienda (Ministerio de Hacienda) durante los mandatos de los presidentes Manuel Murillo Toro y Santiago Pérez Manosalva entre 1872 y 1876, llegando a ser parte fundamental de estos dos gobiernos.
Dos días después de que Parra tomó posesión de la presidencia del Estado de Santander, ocurrió el terremoto de Cúcuta de 1875. La tragedia dejó más de 3.000 muertos.

### Trayectoria como empresario

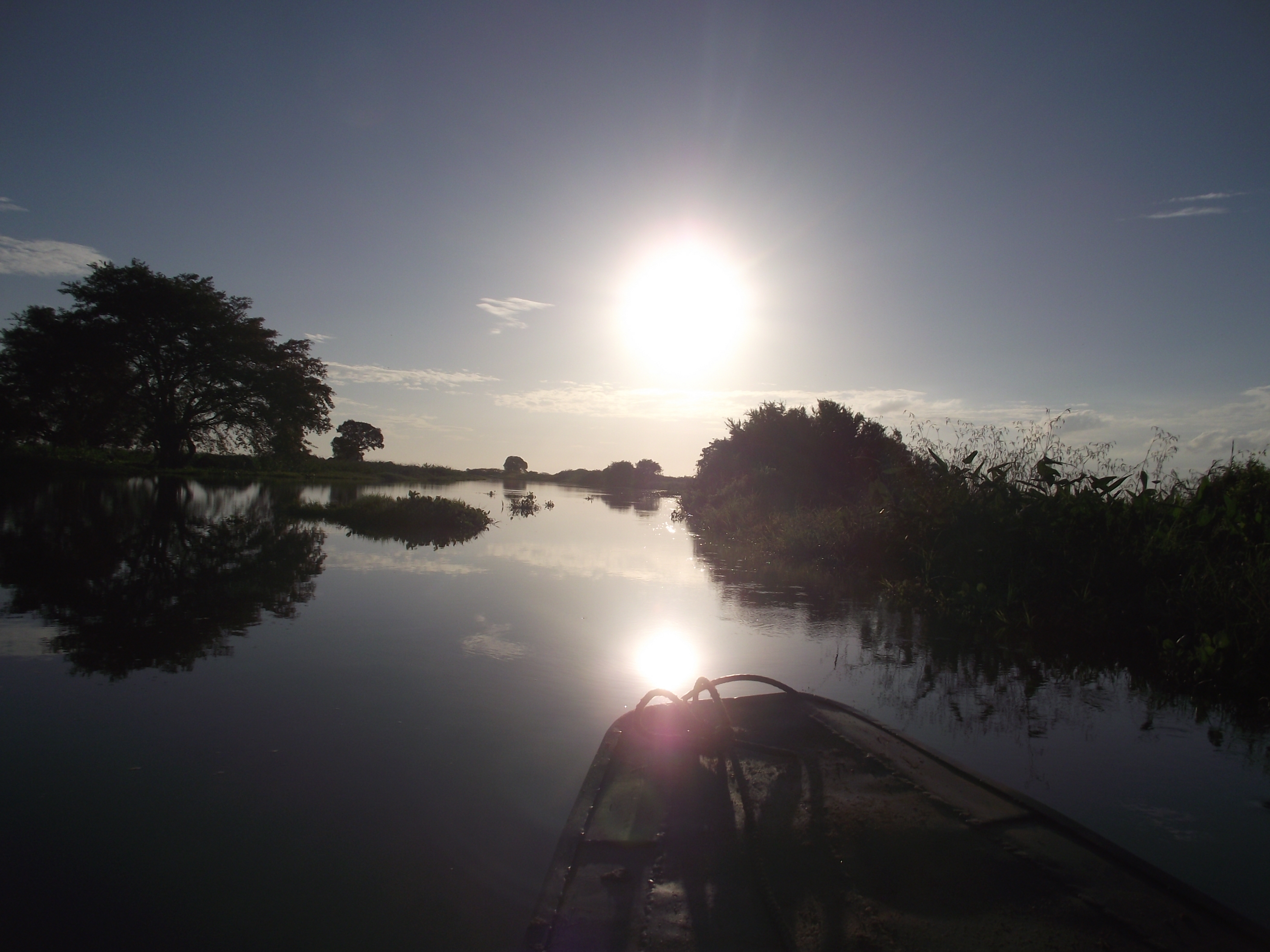
Magangué. ... no fue siempre amor al lucro lo que nos indujo, a mis hermanos y a mí, a emprender tan arriesgadas expediciones, sino el vivo deseo de adquirir una posición independiente, fuera de la cual la vida no puede considerarse como un bien. Por eso es por lo que yo he reputado esa lucha de nueve años como una verdadera "campaña de independencia personal".

Parra comenzó a trabajar como comerciante en su adolescencia, ayudando a su hermano mayor. Instalados en Vélez desde 1843 para aprovechar un camino al río Magdalena, los hermanos recorrían periódicamente el camino llevando mercancías variadas, y trayendo productos importados.
En enero de 1845, emprendió junto a su hermano Jerónimo, el primer viaje a Magangué por la vía de Carare. En el viaje a Magangué de 1849 tuvieron un naufragio y aunque salvaron sus vidas, parte del cargamento que consistía en bocadillos de guayaba y azúcar se perdió, y los sombreros y la ropa de batán sufrieron tal avería, que no alcanzó a sacarse de ellos ni la mitad del coste original.
El viaje de 1852 pasó sin que ocurriese ningún incidente, mas no así el de 1853, en que, habiendo concurrido a dos ferias, la de Magangué y la de Tacasuán, Aquileo Parra perdió en esta última uno de sus hermanos; y al siguiente año perdió también otro de ellos en el puerto de Carare. Entonces, ya que en la última feria había logrado dar un giro a sus negocios que hacía innecesaria la continuación de tales viajes, Parra desistió de ellos definitivamente.
La guerra civil colombiana de 1854 contra José María Melo afectó los negocios familiares por la pérdida de un cargamento del que se apropiaron los enemigos que Parra. Sin embargo recuperó su fortuna exportando quina, ya que la guerra de Crimea había aumentado el consumo de ese producto a nivel mundial.
Desde mediados de la década de 1870 Parra tenía una finca en Sesquilé, cuya explotación alternó a partir de entonces con su actividad política.

## Presidencia (1876-1878)

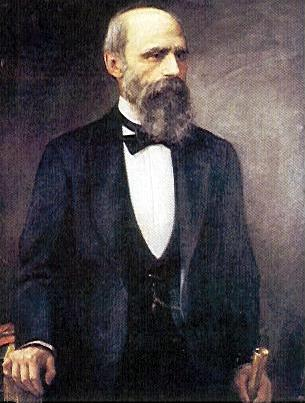
Óleo de Aquileo Parra, obra de Francisco Antonio Cano (Museo Nacional de Colombia).

En las elecciones presidenciales de Colombia de 1876 Parra fue postulado como candidato por el liberalismo radical; se le oponen el conservador Bartolomé Calvo y el liberal moderado Rafael Núñez, pero Parra resulta elegido para el periodo 1876-1878. De esta forma, un santandereano ocupaba por primera vez la Presidencia de Colombia.
Los dos ejes de su gobierno fueron el desarrollo de las comunicaciones (específicamente a través del Ferrocarril del Norte) y el fortalecimiento de la educación pública y laica. La insistencia del presidente Parra en laicizar la educación le llevó a enfrentar la oposición armada de los conservadores (guerra civil de 1876), que llevó a fuertes rebeliones contra el gobierno nacional especialmente en los estados de Antioquia, Cauca y Tolima. La guerra se definió gracias al respaldo que los liberales independientes (los que habían respaldado a Núñez para la presidencia) le dieron al presidente. Como represalia por el respaldo del clero a la rebelión conservadora, Parra desterró por un período de diez años a los obispos de Pasto, Popayán, Santa Fe de Antioquia y Medellín. Además firma los primeros tratados para la construcción del Canal de Panamá que como se sabe posteriormente se suspendió por el Escándalo de Panamá.
Debido a su precaria salud fue sustituido interinamente en dos ocasiones durante 1877, la primera vez por el general Sergio Camargo y la segunda por Salvador Camacho Roldán.

## Últimos años y homenajes
Tras dejar la presidencia se dedica a las actividades agrícolas en su hacienda de Pacho, pero casi veinte años después, en 1897 es llamado a liderar al partido liberal contra el gobierno de Miguel Antonio Caro, pero es obligado a renunciar poco tiempo después.
Aquileo Parra murió el 4 de diciembre de 1900 en el caserío de La Ferrería de Pacho, retirado ya de toda actividad pública. Inicialmente fue sepultado en el cementerio de Pacho, siendo trasladado después al Cementerio Central de Bogotá.
En marzo de 1981 mediante una ordenanza y un decreto firmados por Alfonso Gómez Gómez, gobernador del Departamento de Santander, se constituyó el municipio de Puerto Parra, en una localidad pertenecía al municipio de Vélez. Su nombre se designó en honor a Aquileo Parra.